# Loge (maan)
Loge is een  retrograad bewegend maantje van Saturnus. De maan is ontdekt op 26 juni 2006 door Scott S. Sheppard, David Jewitt, Jan Kleyna, en Brian Marsden, naar aanleiding van observaties gedaan tussen januari en april 2006. De maan beweegt op grote afstand van Saturnus, en heeft ruim 3½ jaar nodig om een omwenteling om die planeet te maken.

## Naam
De maan is genoemd naar de vuurreus Logi, uit de Noorse mythologie. Andere namen voor deze maan zijn S/2006 S5 en Saturnus XLVI.